# Erebia jigodini
Erebia jigodini är en fjärilsart som beskrevs av Popescu-gorj 1955. Erebia jigodini ingår i släktet Erebia och familjen praktfjärilar. Inga underarter finns listade i Catalogue of Life.